# Puig d'Alaró - Puig de s'Alcadena
Puig d'Alaró - Puig de s'Alcadena este o arie protejată (arie specială de conservare — SAC, sit de importanță comunitară — SCI) din Spania întinsă pe o suprafață de 385,26 ha, integral pe uscat.

## Localizare
Centrul sitului Puig d'Alaró - Puig de s'Alcadena este situat la coordonatele 39°44′45″N 2°48′28″E / 39.7457°N 2.8079°E.

## Înființare
Situl Puig d'Alaró - Puig de s'Alcadena a fost declarat sit de importanță comunitară în aprilie 2004 pentru a proteja 13 specii de animale. Situl a fost protejat și ca arie specială de conservare în mai 2015.

## Biodiversitate
Situată în ecoregiunea mediteraneană, aria protejată conține 5 habitate naturale: Pante stâncoase calcaroase cu vegetație casmofită, Păduri de Olea și Ceratonia, Izvoare petrifiante cu formare de travertin (Cratoneurion), Păduri de Quercus ilex și Quercus rotundifolia, Pseudostepă cu ierburi și specii anuale de Thero-Brachypodietea.
La baza desemnării sitului se află mai multe specii protejate:
- păsări (10): vulturul negru (Aegypius monachus), pasărea ogorului (Burhinus oedicnemus), caprimulg (Caprimulgus europaeus), șoim călător (Falco peregrinus), Galerida theklae, Hieraaetus fasciatus, acvilă pitică (Hieraaetus pennatus), gaia roșie (Milvus milvus), turturică (Streptopelia turtur), Sylvia sarda
- mamifere (2): liliac cu aripi lungi (Miniopterus schreibersii), liliac comun (Myotis myotis)
- nevertebrate (1): croitorul mare al stejarului (Cerambyx cerdo)

Pe lângă speciile protejate, pe teritoriul sitului au mai fost identificate 20 de specii de plante.